# Zabójczynie
Zabójczynie (wł. Donne assassine, 2008) – włoski serial kryminalny nadawany przez stację Fox Crime od 16 października do 4 grudnia 2008 roku. W Polsce jest nadawany przez Fox Life od 22 czerwca 2010 roku.

## Opis fabuły
Cykl dramatycznych historii, których bohaterkami są kobiety. Chiara (Sandra Ceccarelli), Marta (Violante Placido), Anna Maria (Caterina Murino) i Patrizia (Martina Stella) stają na zakręcie swojego życia. Każda z nich przeżywa osobisty dramat, z którym nie potrafi sobie poradzić. Ich egzystencja powoli staje się nie do zniesienia. Właśnie wtedy pod wpływem emocji decydują się na tragiczny w konsekwencjach krok. Po nim życie żadnej z nich już nie będzie takie samo.

## Opisy odcinków

### Chiara
Pierwszy odcinek opowiada o Chiarze (Sandra Ceccarelli), która już od lat obsesyjnie obawia się, że jej mąż Edoardo zdradzi ją albo zostawi dla kochanki. Paraliżujący lęk nie pozwala kobiecie prowadzić normalnego życia. Małżonkowie przeprowadzają się. Niepokój Chiary budzi mieszkająca piętro wyżej Manuela (Claudia Pandolfi). Zazdrosna żona jest przekonana, że sąsiadka nazywa się Annalena i jest kochanką Edoarda. Prześladowana przez Chiarę kobieta prosi o pomoc swoją teściową.

### Marta
Odcinek opowiada o młodym małżeństwie które wychowuje dwójkę dzieci. Marta (Violante Placido) w dzieciństwie nie była kochana przez rodziców. Ojciec nie mieszkał z nią a matka była w depresji co doprowadziło ją do popełnienia samobójstwa. Traumatyczne wydarzenia z dzieciństwa sprawiły, że Marta stała się nadopiekuńczą matką i żoną. Odejście męża (Pablo Rago) sprawiło, że Marta popadła w obłęd. Co popchnęło ją do tragicznego czynu.